# منطقه اکومایو
منطقه اکومایو (به اسپانیایی: Acomayo District) یک سکونتگاه مسکونی در پرو است که در منطقه کوزکو واقع شده‌است.

## خصوصیات
منطقه اکومایو ۱۴۱٫۲۷ کیلومترمربع مساحت و ۵٬۰۶۲ نفر جمعیت دارد و ۳٬۲۰۷ متر بالاتر از سطح دریا واقع شده‌است.